# Blind Spot Bias
Der Blind Spot Bias  (deutsch etwa „Verzerrungsblindheit“) bezeichnet eine kognitive Verzerrung (cognitive bias): die Tendenz, das eigene Wahrnehmen, Denken, Erinnern und Urteilen für unbeeinflusst respektive für verhältnismäßig wenig beeinflusst zu halten. Das wesentliche Merkmal dieser Verzerrung ist das eigene Wahrnehmen der Objektivität aufseiten des Betroffenen, also zu glauben, dass man selbst völlig frei oder zumindest freier von Beeinflussungen ist und solche Phänomene nur auf andere zutreffen. Während motivierte Kognition im Alltag sinnvolle Funktionen haben kann, etwa den Erhalt oder die Förderung des Selbstwertgefühls, bildet sie in der Wissenschaft ein Hindernis für die Erzeugung und Verbreitung valider Erkenntnisse.
Die Bezeichnung wurde geprägt von Emily Pronin, Sozialpsychologin am Department of Psychology der Universität Princeton, zusammen mit ihren Kollegen Daniel Lin und Lee Ross. Der zugrundeliegende englische Ausdruck bias blind spot weist analog zum optischen blinden Fleck des Auges auf eine solche Fehlannahme.

## Ursachen
Bias blind spot kann durch eine Vielzahl von anderen kognitiven Verzerrungen und Selbsttäuschungen verursacht werden.
Die eigene Betroffenheit entgeht der Entdeckung aufgrund einer verzerrten Wahrnehmung, wohl aber nicht im Hinblick auf andere Personen in vergleichbaren Situationen. Der damit zusammenhängende Vorgang wird als „introspektive Illusion“ bezeichnet. Verschiedene deutsche Studien haben dieses Phänomen auch im medizinischen Bereich bestätigt.

## Verbreitung
Die meisten Menschen scheinen eine Verzerrungsblindheit zu zeigen. In einer Stichprobe von mehr als 600 Einwohnern der Vereinigten Staaten glaubten mehr als 85 %, dass sie weniger voreingenommen seien als der durchschnittliche US-Amerikaner. Nur ein Teilnehmer glaubte, mehr voreingenommen zu sein als der Durchschnitt. Die Befragten variierten im Hinblick auf das Ausmaß des Bias blind spot, aber es zeigten sich stabile individuelle Unterschiede, die messbar waren.